# Idaea variegata
Idaea variegata är en fjärilsart som beskrevs av Fabricius 1777. Idaea variegata ingår i släktet Idaea och familjen mätare. Inga underarter finns listade i Catalogue of Life.